# Административно деление на Кения
Кения е разделена на 8 провинции. Провинциите от своя страна се делят на общо 69 района. Столицата на страната, град Найроби, има статут на провинция.
Осемте провинции са:
1. Централна
2. Крайбрежна
3. Източна
4. Найроби
5. Североизточна
6. Нянза
7. Разломна долина
8. Западна